# Їржі Рашка
Їржі Рашка (чеськ. Jiří Raška; нар. 4 лютого 1941, Френштат под Радгоштєм, Протекторат Богемії та Моравії — пом. 20 січня 2012, Новий Їчин, Чехія) — чеський стрибун з трампліна, олімпійський чемпіон і срібний призер Олімпіади 1968, перший чеський олімпійський чемпіон на зимових Олімпіадах.

## Виступи на Олімпійських іграх
На Олімпійських іграх 1968 Їржі Рашка брав участь в стрибках з нормального і великого трампліна. Після ряду вдалих виступів в попередніх сезонах Рашка був на Олімпіаді одним з фаворитів і виправдав сподівання.
Після першого стрибка з нормального трампліна Рашка захопив лідерство і зумів відстояти його після другого стрибка, ставши чемпіоном.
В стрибках з великого трампліна Їржі вів дуже напружене змагання з Володимиром Бєлоусовим, але зовсім трішечки йому поступився, отримавши срібну нагороду, На Олімпійських іграх 1972 Рашка знов був учасником змагань на обох трамплінах, але залишився без нагород.